# Trans-2-enoil-KoA reduktaza (NAD+)
Trans-2-enoil-KoA reduktaza (+) (EC 1.3.1.44, reduktaza trans-2-enoil-KoA (NAD+)) je enzim sa sistematskim imenom acil-KoA:NAD+ trans-2-oksidoreduktaza. Ovaj enzim katalizuje sledeću hemijsku reakciju
acil-KoA + + {\displaystyle \rightleftharpoons } trans-didehidroacil-KoA + NADH + H+
Ovaj enzim iz Euglena gracilis deluje na krotonoil-KoA, i u manjoj meri na trans-heks-2-enoil-KoA i trans-okt-2-enoil-KoA.

## Literatura
- Nicholas C. Price; Lewis Stevens (1999). Fundamentals of Enzymology: The Cell and Molecular Biology of Catalytic Proteins (Third изд.). USA: Oxford University Press. ISBN 019850229X.
- Eric J. Toone (2006). Advances in Enzymology and Related Areas of Molecular Biology, Protein Evolution (Volume 75 изд.). Wiley-Interscience. ISBN 0471205036.
- Branden C; Tooze J. Introduction to Protein Structure. New York, NY: Garland Publishing. ISBN 0-8153-2305-0.
- Irwin H. Segel. Enzyme Kinetics: Behavior and Analysis of Rapid Equilibrium and Steady-State Enzyme Systems (Book 44 изд.). Wiley Classics Library. ISBN 0471303097.

## Spoljašnje veze
- Trans-2-enoyl-CoA+reductase+(NAD+) на 